# Al Mouttahed Tripoli
Maillots
Al Muttahed (en arabe : المتحد طرابلس), également connu sous son nom United Club Tripoli est un club libanais de sport. Il est surtout connu pour son équipe de basket-ball. Il est situé à Tripoli, au Liban.

## Histoire
Durant les deux saisons 2007-2008 et 2008–2009 le club perd la finale du championnat du Liban contre le Riyadi Club Beyrouth en quatre matchs (1-3).
Au terme de la coupe arabe des clubs champions 2010 l'équipe battu en finale par le Riyadi Club Beyrouth (73-93).
En novembre 2013, Al Mouttahed Tripoli perd la finale du tournoi Houssem-Eddine-Hariri au Liban (71-82) contre le Riyadi Club Beyrouth.

## Palmarès
| National                                            | International                                              | Tournois amicaux                                         |
| --------------------------------------------------- | ---------------------------------------------------------- | -------------------------------------------------------- |
| - Championnat du Liban (0) - Finaliste : 2008, 2009 | - Coupe arabe des clubs champions (0) : - Finaliste : 2010 | - Tournoi Houssem Eddine Hariri (0) : - Finaliste : 2013 |

## Anciens joueurs
- Earl Barron
- Brian Beshara
- Cory Bradford
- Eric Chatfield
- Ramel Curry
- Will Daniels
- Omar El Turk
- Rony Fahed
- Mile Ilić
- Sabah Khoury
- Hervé Lamizana
- Norman Nolan
- Perry Petty
- Carlos Powell
- Ghaleb Rida
- Elie Rustom
- Marc Salyers
- Roy Samaha
- Dewarick Spencer
- Mike Taylor
- Reyshawn Terry
- Hakim Warrick
- Hassan Whiteside
- Anthony Williams
- Corey Williams
- Tony Williams
- Duane Woodward
- Rasheim Wright